# آیه الإطعام
آیة الاطعام، الآيات السابعة إلى التاسعة من سورة الإنسان ناظر إلى مفاهيم مثل المكانة الخاصة لأبرار أو عبادالله، والوفاء بنذورهم، والخوف من عذاب يوم القيامة. ، وقصة إطعام الفقراء والأيتام والأسرى. على الرغم من أن تفسير الشيعة ومعظم المفسرين عصر، فإن نزول آية الاطعام وسورة الإنسان في مدح علي وفاطمة وحسن وحسين، لكن بعض التفاسير السنية عبرت عن حجج مختلفة، لاسثبات عمومیة فی الشأن سورة الإنسان وآیة الاطعام باطباعه. لقد اعتبروا الإطعام أمرًا عامًا واعتبروا آل البيت النبي، مثل غيرهم من المؤمنين، من الأمثلة. ومن حجج معارضي هذه الوحي الاستشهاد ببعض الروايات عن زمن نزول السور القرآنية.

## المحتوى والهيكل

### النص الآیة
نص الآيات التي تشير مباشرتاً إلى موضوع واقعة الاطعام، هو: 
﴿یُوفُونَ بِالنَّذْرِ وَیَخَافُونَ یَوْمًا کَانَ شَرُّهُ مُسْتَطِیرًا﴾ ۷ ﴿وَیُطْعِمُونَ الطَّعَامَ عَلَیٰ حُبِّهِ مِسْکِینًا وَیَتِیمًا وَأَسِیرًا﴾ ۸ ﴿إِنَّمَا نُطْعِمُکُمْ لِوَجْهِ اللَّـهِ لَا نُرِیدُ مِنکُمْ جَزَاءً وَلَا شُکُورًا﴾ ۹

### المحتوى
إن خلقت الإنسان بعد عدم ذكر اسمه هو فی ای موردٍ، هو أول تمهید فی سورة الانسان. نزلت الآيات الأولى من السورة في موضوع الإرشاد الفطری، والدعوة إلى العقل والتأمل، والامتحان والابتلاء الإنسان في الدنيا، وإرشاد الله لعباده. في هذه الآيات، يتم التأكيد على أن الإنسان نفسه هو من يختار طريق حياته وبهذه الطريقة إما يكون شاكراً أو كفوراً. فيما يلي ذكر الحسنات وبيان خصائص «أبرار». ثم يشير إلى الذين أوفوا بنذورهم، وينفق طعامهم للفقیر واليتیم والأسیر، ورجاء الحب الإلهي أو على الرغم من الحاجة إليه، ويقدمهم في أبرار. فيما يلي نناقش نواياهم أو كلماتهم وهدفهم إرضاء الله. ثم في النهاية يذكر خوفهم من يوم القيامة. كما وصف مكافآتهم الأخرى في شكل ثمانية عشر آية وذكر نعمة الجنة عليهم.  ومن رسائل هذه الآية قيمة الوفاء بالنذر، وأهمية مساعدة المحتاج، والدعوة إلى الإخلاص في أداء الأعمال، ومساعدة الجميع بغض النظر عن مركزهم ومعتقداتهم.

## شأن النزول
بحسب قول المفسر الشيعي الطبرسي (485 هـ. ق) اتفق معظم المفسرين على أن معنى «أبرار» هو علي وفاطمة وحسينين.  عن ابن‌مردویه (مـ 410 ه‍. ق)، من روات السني، نقلاً عن ابن عباس (68 هـ. ق)، فقد اعتبر أهل البيت من نبي الإسلام كرامة نزول آية الإطعام. قال السيوطي (ت 911 هـ. ق) في رواية ابن مردوية، اعتبر هذه الروایه علی کرامة علي وفاطمة. وفي هذا الصدد قال الثعلبي (427 هـ. ق)، أحد المفسرين وأئمة الحديث السني، في تفسيره يرى أن الآيات من الخامسة إلى العاشرة من السورة وسورة الإنسان كلها؛ أنزل تكريما لأهل البيت، وتأكيدا لبيانه، يقتبس قصة نقلها ابن عباس، في شرح النذر والطريقة التي يؤدي بها أهل البيت محمد النذر. . كما يستشهد برواية أخرى عن ابن عباس في سورة الإنسان كلها تكريماً لعلي وفاطمة، وفي هذا الصدد يشير إلى قصيدة منسوبة إلى خزيمة بن ثابت:   
انا مولی لفتی انزل فیه هل أتی / [إلی متی اکتمه اکتمه إلی متی]
مصادر أخرى مثل الزمخشري (538 هـ. ق) في شرح الكشاف، مستشهداً بنفس الرواية، اعتبر أن نزول الآية من الخامسة إلى الثالثة والعشرين (ما مجموعه ثمانية عشر آية) لحدث النذر ووفاء بالنذر لعلي بن ابي طالب وعائلته.  فخر الرازي (ت 606 هـ ق) في التفسير الكبير، بعد ذكر الرواية المذكورة في التفسير الكاشف، تعتبر الآية خاضعة لجميع الأبرار بسبب أفعالها في الجمع، وتعتبر إسنادها إلى شخص معين، مثل علي بن أبي طالب، مستحيلاً. على عكس ترتيب الآيات. وشدد على عدم ذكر نفي دخول علي بن أبي طالب إلى الحلقة، واستشهد بجميع المؤمنين الذين يتمسكون بهذا السلوك كأمثلة من الآية. يعتقد جوادي الآملي، في نقده لرأي الرازي، الذي يعمم معاني هذه الآيات ويأخذ في الاعتبار مشاركة الجميع فيها، أن هذه الآيات نصت على مبدأ عام وأن الجميع يستطيع العمل به. ومع ذلك، فإن الأشخاص الوحيدين الذين طبقوه هم علي وفاطمة وحسنين، ولو كان الأمر كذلك، لكان تقريره مقتبسًا في المصادر. جوادي الآملي، مشددًا على نية هذا الطعام، والذي ورد ذكره أيضًا في الآية، اعتبره شيئًا عظيمًا لا يطالب به إلا أهل بيت النبي.
ومن المفسرين الشيعة علي بن إبراهيم (ت 307 هـ. ق) في تفسیر القمي نقلاً عن رواية جعفر الصادق والشيخ الصدوق (381 هـ. ق) في رواية عن محمد الباقر والطباطبائي (1401 هـ ق) باقتباس روايات مختلفة منها ما نقله الشيخ الصدوق عن جعفر الصادق في أفعاله، وفيه معنى يوفون نذر: علي وفاطمة وحسن وحسين كرامة الوحي. من آية الطعام أعطيت لأهل البيت عرفوا النبوة. 

## التجزیه والترکیب النحوی
| رقم الآية | نص الآية                                             | التجزیة والترکیب |
| 7         | ﴿یُوفُونَ بِالنَّذْرِ وَیَخَافُونَ یَوْمًا کَانَ شَرُّهُ مُسْتَطِیرًا﴾          | یُوفُونَ الفعل المضارع، مرفوع بثبوت النون وواو فیه فاعل، بِالنَّذْرِ جار والمجرور، وَ یَخَافُونَ فعل المضارع مرفوع بثبوت النون یَوْمًا مفعول به، کَانَ الفعل الماضي مبنی علی الحركة الفتح، شَرُّهُ اسم لكان وضمير هاء مضاف الیه مُسْتَطِیرًا خبر لکان                                                                                 |
| 8         | ﴿وَیُطْعِمُونَ الطَّعَامَ عَلَیٰ حُبِّهِ مِسْکِینًا وَیَتِیمًا وَأَسِیرًا﴾        | وَ عاطفه یُطْعِمُونَ الفعل المضارع مرفوع بثبوت النون وواو فیه فاعله، الطَّعَامَ مفعول به، عَلَیٰ حرف الجر، حُبِّهِ حال، ضمیر فیه مضاف الیه، مِسْکِینًا مفعول الثانی للفعل یطعمون، وَ عاطفه، یَتِیمًا معطوف، وَ عاطفه، أَسِیرًا معطوف |
| 9         | ﴿إِنَّمَا نُطْعِمُکُمْ لِوَجْهِ اللَّـهِ لَا نُرِیدُ مِنکُمْ جَزَاءً وَلَا شُکُورًا﴾ | إِنَّمَا حرف الکافه، نُطْعِمُکُمْ الفعل المضارع مرفوع به الحرکة الضمة الظاهری، ضمیر کم فیه، مفعول به؛ فاعله ضمیر نحن، مستتر فیه، لِوَجْهِ جار والمجرور، اللَّهِ مضاف الیه، لَا حرف النفی، نُرِیدُ الفعل المضارع مرفوع به ضمه الظاهریه، فاعله نحن مستتر فیه، مِنکُمْ جار والمجرور جَزَاءً مفعول به، وَ عاطفه لَا حرف النفی، شُکُورًا معطوف. |

## انظر ایضا
- دراسة مقارنة لآية الاطعام من وجهة نظر شیعه وسنی
- صوت تلاوة آية الاطعام